# Oskar I.
Oskar I., narozen jako Joseph François Oscar Bernadotte, (4. července 1799 Paříž – 8. července 1859 Stockholm) byl švédský a norský král od roku 1844 až do své smrti v roce 1859. Byl jediným synem Karla XIV. Jana a jeho ženy Desiderie. Když byl v říjnu 1810 Bernadotte zvolen švédským korunním princem, Oskar a jeho matka se přestěhovali z Paříže do Stockholmu (v červenci 1811).

## Vzdělání a zájmy

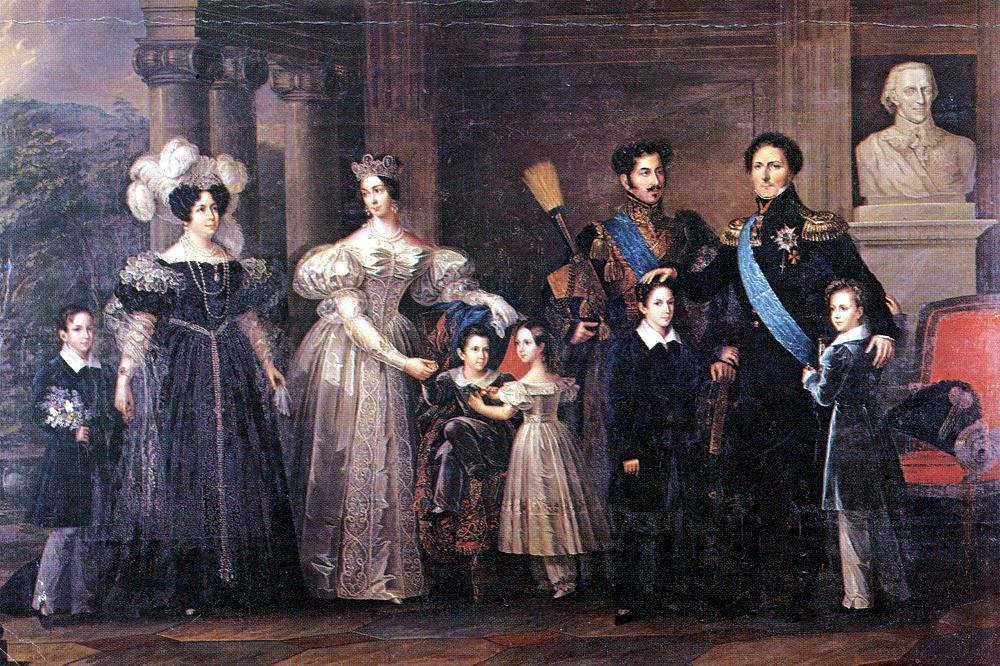
Švédská královská rodina na obraze z roku 1837

Od Karla XIII. dostal Oskar titul vévody ze Södermanlandu. Tento titul měl původně podle tradice náležet Karlovu staršímu bratru, ten však v té době pobýval ve francouzském Pau a ke švédské následnické rodině se nepřipojil. Oskar se rychle naučil švédsky. Jeho značný vrozený talent byl dále rozvíjen kvalitním vzděláním. Brzy se stal autoritou v politicko-společenských otázkách. V roce 1839 napsal sérii článků na téma lidového vzdělání a roku 1841 se v anonymní práci „Om Straff och straffanstalter“ zasadil za reformu věznic. Během vlády svého otce byl dvakrát vicekrálem v Norsku.
Působil také jako hudební skladatel. V letech 1832–1834 dokončil romantickou operu Ryno, bludný rytíř, kterou započal předčasně zesnulý skladatel Eduard Brendler.

## Manželství a potomci
19. července 1823 se oženil s princeznou Josefinou von Leuchtenberg, dcerou vévody Eugèna de Beauharnais (a tedy vnučkou francouzské císařovny Joséphine de Beauharnais) a jeho manželky, bavorské princezny Augusty. Z jejich manželství vzešlo pět potomků.
Prvním dítětem narozeným z manželství následnického páru byl 3. května 1826 syn. Korunní princ Karel Ludvík Evžen (1826–1872) usedl po otci na švédský trůn jako Karel XV. a na trůn norský jako Karel IV. Josephine chtěla pro své děti nejlepší vzdělání, proto zajistila, aby se Karlovým učitelem stal filozof a profesor univerzity v Uppsale Christopher Jacob či z Norska pocházející Otto Aubert. Především Aubert seznámil Karla s mnoha vědními disciplínami, např. s filozofií Schlegela.
Dále se narodil „zpívající princ“ Gustav (1827–1852), pozdější vévoda upplandský. Gustav zdědil hudební talent svého otce a stal se z něj výborný zpěvák a pianista. Pod pseudonymem G°°°° psal hudební skladby.
Třetí syn a budoucí král švédský a norský Oskar II. (1829–1907) vystudoval universitu v Uppsale, stal se z něj velmi oblíbený a osvícený panovník. Jediná dcera Evženie (1830–1889) byla rovněž velmi muzikální, skládala hudební díla a zpívala. Zajímala se také o umění, především sochařství a malbu. Posledním potomkem byl August (1831–1873), který se stal vévodou z Dalarny a armádním generálem.

## Politika
V roce 1824 a 1833 byl korunní princ dvakrát vicekrálem v Norsku.
Formálně postavil obě království do rovné pozice, když zavedl nové vlajky se společným znakem unie a nový unijní erb. Většina zákonů za jeho vlády byla směřována k zlepšení švédské ekonomické situace. Stavovský Riksdag ho roku 1857 ocenil jako panovníka, který se zasloužil o růst blahobytu země jako žádný z jeho předchůdců. 

V zahraniční politice prosazoval nacionální principy. Roku 1848 podporoval Dánsko v první šlesvické válce proti Prusku, poskytl švédsko-norské jednotky do Fynu a severního Šlesvicka (1849–1850), a zprostředkovával příměří z Malmö z 26. srpna 1848. Byl také jedním z ručitelů poctivosti Dánska (Londýnský protokol z 8. května 1852).

## Konec života
V roce 1857 se Oskar I. stáhl z veřejného života z důvodu špatného zdravotního stavu (trpěl rakovinou mozku). Neabdikoval však, ale ustanovil regentem svého nejstaršího syna Karla, vévodu ze Skåne.
Oskar I. ve Stockholmu zemřel o dva roky později, 8. července roku 1859. Na švédský trůn po něm nastoupil jeho nejstarší syn jako Karel XV.